# FIFA Manager 12
FIFA Manager 12 je počítačová simulační hra fotbalového manažera, byla vyvinuta společností Bright Future GmbH a publikovala ji Electronic Arts. Hra byla vydána v mnoha zemích po celém světě, oficiální vydání proběhlo 21. října 2011. Jedná se o jedenáctou hru v sérii FIFA Manager.

## Nové funkce
Ve hře by se mělo objevit více než 700 nových funkcí a vylepšení oproti poslední verzi, jako například:
- 3D zápas - Jednou z největších novinek by měl být vylepšený 3D mód simulace zápasu. Tuto oblast hry využívá mnoho hráčů a fanoušků FIFA Manageru, proto by vytvořen tým designérů, grafiků a programátorů, kteří z velké části přeprogramovali a upravili stávající 3D zápas do zcela nové podoby.
- Klubové zařízení - 25 různých budov s celkem 289 úrovněmi rozšíření jsou do detailu propracovány. Nově také existují tři typy stadionů s kapacitou až 120 000 míst. Budovy také nově podléhají vlivu času a stárnou, proto se musí po nějaké době rekonstruovat.
- Přestupový trh - Manažer si nyní může před přestupem hráče vzít na zkušební dobu a vyzkoušet ho v přátelských utkáních. Dále si může nechat od svého asistenta vypracovat podrobnou analýzu týmu a najít slabá místa ve své sestavě.
- Kalendář - Nové možnosti se objevují také v kalendáři. Nyní můžete naplánovat mnoho nových událostí počínaje charitativní akcí a zkušebním dnem konče.